# Alexander Doemens
Alexander Joseph Doemens (* 22. März 1895 in Geilenkirchen; † 4. November 1966 in Rheydt) war ein deutscher Verwaltungsjurist. Er war von 1940 bis 1945 Oberbürgermeister der Stadt Rheydt.

## Leben und Wirken
Nach dem Studium studierte er Jura und promovierte zum Dr. jur. Nach der Versetzung des Oberbürgermeisters Heinz Gebauer (NSDAP) nach Wuppertal wurde er als bisheriger stellvertretender Oberbürgermeister im Mai 1940 mit der Wahrnehmung der Geschäfte des Oberbürgermeisters der Stadt (inkl. Stadtkreis) Rheydt betraut und blieb bis 1945 im Amt.
Er war Vorstand des Aufsichtsrates der Niederrheinischen Licht- und Kraftwerke AG und der Palasthotel AG Rheydt sowie Mitglied in weiteren Aufsichtsräten der Stadt und Umgebung.